# Лон Нол
Лон Нол (13. новембар 1913 — 17. новембар 1985) био је камбоџански политичар, генерал, премијер Камбоџе у два наврата и министар одбране. Извршио је државни удар против Нородома Сиханука 1970. године, прогласио Кмерску републику и касније био њен председник. Говорио је кмерски, вијетнамски и енглески језик.

## Биографија
Рођен је 13. новембра 1913. године у Преј Венгу. Школовао се у Сајгону, а након тога на Камбоџанској краљевској војној академији.
Године 1937. запослио се у француској колонијалној служби и спроводио репресије над камбоџанским антиколонистима 1939. године. До 1946. године, постао је гувернер Провинције Кратие. Ускоро је постао близак сарадник камбоџанског краља Нородома Сиханука. Године 1952. ушао је у војску и вршио војне операције против Вијетмина.
Након независности Камбоџе 1953, Лон Нол је 1960. постао заповедник камбоџанских снага и министар одбране. Године 1963. постао је заменик премијера, док се Сиханук посветио спољној политици формирања сарадње и савеза са Кином и заговоарања неутралности Камбоџе.
Године 1967, претрпио је озледе у саобраћајној несрећи, али је већ 1968. постао министар одбране, а 1969. премијер по други пут. Тада је почео активније да се ангажује против Сиханука, а за савезништво са САД-ом.
Док је Сиханук марта 1970. године био у иностранству, у Пном Пену су избиле антивијетнамске демонстрације. Сиханук је на конференцији у Паризу оптужио Лон Нола да није способан да спречи кријумчарење оружја Вијетконгу, па му је запретио смакнућем. Реаговао је 18. марта, када је Народна скупштина разрешила Сиханука свих функција. Лон Нол је преузео функцију привременог вође државе. До краја месеца избиле су велике демонстрације у корист Сиханука, али су их Лон Нолове трупе угушиле у крви. Кмерска република проглашена је у октобру 1970, а Сиханук, који је у егзилу формирао владу и подупирао Црвене Кмере, код куће је био осуђен на смрт. Камбоџанска кампања априла 1970, у којој су америчке и јужновијетнамске снаге прешле на камбоџанску територију у потери за борцима Вијетконга, увукла је Лон Нолов режим у Други индокинески рат.
Лон Нол је прогласио Републику у нади да ће на тај начин искоренити корупцију и сузбити делатност комуниста, за чије је јачање кривио Сиханукову политику неутрализма. Упркос томе, република је била у политичком и војном расулу. Лон Нолово здравље се нарушило након што је претрпео срчани удар фебруара 1971. године. Априла се прогласио маршалом Камбоџе, а у октобру је укинуо Скупштину. С временом је Лон Нолов режим постао зависан од америчке помоћи. До 1975. године, власт Лон Нола свела се само на уско подручје око Пном Пена, док су остатак државе надзирали Црвени Кмери. Коначно је 1. априла 1975. дао оставку и отишао из земље, јер је знао да кад би остао, Црвени Кмери би га убили.
Првобитно се сместио у Индонезији, а после тога је отишао у САД. Тамо је прво боравио на Хавајима, а од 1979. у Фулертону (Калифорнија), где је и умро 1985. године.